# Grojband
A Grojband 2013-tól 2015-ig futó 2D-s számítógépes animációs kanadai televíziós sorozat, amelynek alkotója Todd Kauffman. A tévéfilmsorozat a Fresh TV gyártásában készült. Műfaját tekintve akciófilm- és kalandfilmsorozat. Kanadában a The Hub vetítette, Magyarországon korábban az első évadot a Megamax.

## Szereplők
| Szereplő     | Eredeti hang  | Magyar hang         |
| ------------ | ------------- | ------------------- |
| Corey Riffin | Lyon Smith    | Berkes Bence        |
| Laney Penn   | Bryn McAuley  | Sági Tímea          |
| Kin Kujira   | Sergio Di Zio | Barabás Kiss Zoltán |
| Kon Kujira   | Tim Bestford  | Szokol Péter        |